# Cheez Whiz
Cheez Whiz è un marchio di formaggio a pasta fusa spalmabile distribuito dalla Kraft Foods.

## Storia
La Cheez Whiz fu ideata da un team guidato dallo scienziato alimentare Edwin Traisman (1915-2007). Sebbene molte fonti riportino che avesse debuttato nel 1953, la Cheez Whiz era già stata in realtà pubblicizzata nel 1952 dalla Kraft e da diversi rivenditori di vari stati negli USA. Nel corso degli anni, la Kraft ha modificato la ricetta della salsa a causa di cambiamenti dell'approvvigionamento di latte e nell'ambiente normativo, con conseguente riduzione del contenuto di formaggio. L'azienda ha anche cambiato il modo in cui elenca i suoi ingredienti, riportando, al posto delle varie componenti (come il formaggio), le varie parti da cui è composto (fra cui il latte). Tali cambiamenti sono comuni in tutto il settore alimentare e spesso vengono fatti senza preavviso.